# Alex Ferrari (Footballspieler)
Alex Ferrari (geb. 20. Dezember 1993 in Bozen) ist ein italienischer American-Football-Spieler auf der Position des Linebackers. Er wurde 2021 mit der italienischen Nationalmannschaft Europameister. Im selben Jahr gewann er mit den Raiders Tirol den Austrian Bowl. Zuletzt spielte er für die Raiders in der European League of Football.

## Leben
Alex Ferrari ist Sohn des italienischsprachigen Footballspielers Remo Ferrari und einer deutschsprachigen Lehrerin. Er begann den Footballsport bei den Giants Bolzano. Nach einer Pause spielte er ab 2014 für die Giants in der höchsten italienischen Liga. Seit 2016 ist er italienischer Nationalspieler. Mit den Giants zog er 2016 und 2018 in den Italian Bowl ein, unterlag jedoch jeweils. In der Saison 2017 war er Tackle Leader der Prima Divisione.
Nach Ende der Saison 2019 in Italien und dem verlorenen CEFL-Cup-Finale gegen die Moscow Spartans wurde Ferrari vom amtierenden deutschen Meister Schwäbisch Hall Unicorns für die laufende Saison der German Football League verpflichtet. Mit die Unicorns, bei denen mehrere italienische Nationalspieler unter Vertrag standen, zog Ferrari in den German Bowl ein. Auch dieses Bowl Game verlor Ferrari.
2020 wurde Ferrari, der in Innsbruck studiert, von den Raiders Tirol aus der Austrian Football League verpflichtet, die aber wegen der Covid-19-Pandemie keine Spiele in dieser Saison austrugen. In der Saison 2021 spielte Ferrari für die Raiders und zog mit diesen in den Austrian Bowl ein. Hier gelang Ferrari die erste nationale Meisterschaft. Wenige Wochen später gewann Ferrari zudem Europameister mit Italien.
Kurz vor Beginn der Saison 2022 wurde Ferrari in den Kader der Raiders Tirol aufgenommen, die ab diesem Jahr mit ihrer ersten Mannschaft in der European League of Football (ELF) spielten. Für die Saison 2023 wurde Ferraris Vertrag auf Grund der Reduzierung der Importplätze vorerst nicht verlängert. Er spielte für die Firenze Guelfi in der Italian Football League. Erneut zog er mit seinem Team in den Italian Bowl ein, unterlag jedoch. Nach der Saison wurde erneut von den Raiders Tirol für die ELF verpflichtet.
Ferrari ist Teil der Web Show des American-Football-Portals Foot Bowl.